# Corrida de carros de turismo

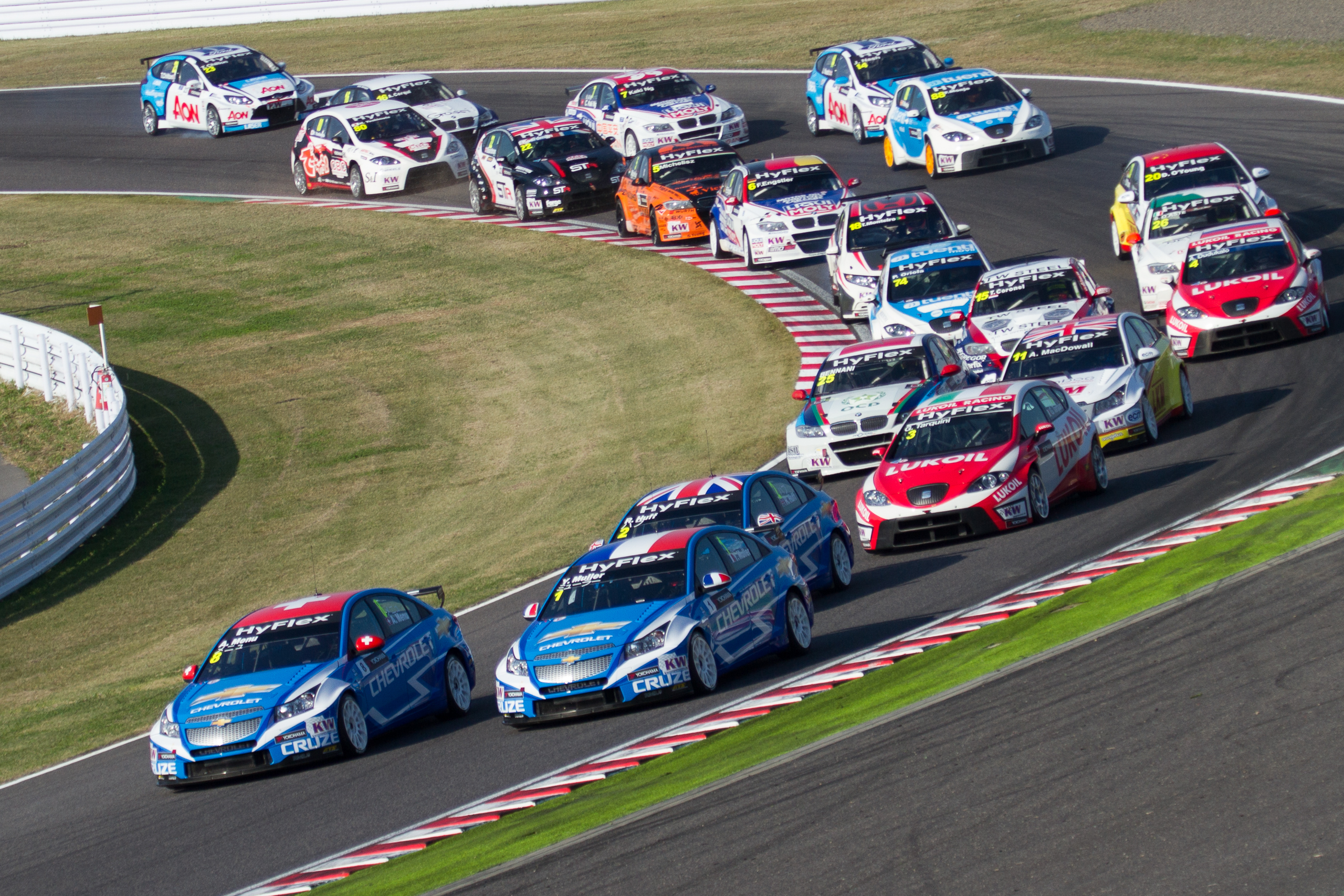
Corrida do Campeonato Mundial de Carros de Turismo.

Corrida de Carros de Turismo, é um tipo de competição de automobilismo na qual participam carros de turismo bastante modificados. Essas corridas são bastante populares na Argentina, Austrália, Brasil, Reino Unido, Alemanha e países nórdicos.
Existem basicamente dois formatos desse tipo de prova: as "sprint" mais curtas, normalmente menos que uma hora; e as "endurance", bem mais longas, podendo durar entre três e 24 horas.

## Categorias
A principal categoria é a WTCC (Campeonato Mundial de Carros de Turismo) organizado pela FIA desde 2005. Também existem dezenas de categorias regionais e nacionais pelo mundo. Existem campeonatos nacionais como o BTCC (Inglaterra), o DTM (Alemanha), a Supercars Championship (Austrália), a Stock Car Brasil, a TC 2000 (Argentina) e entre outros.

## Ligações Externas
- BTCC - Site oficial (em inglês)
- WTCC - Site oficial (em inglês)